# Сирийска католическа църква
Сирийска католическа църква, източнокатолическа църква на Антиохинския обред, в общение с Рим от 17 век. През V век християните в Сирия до голяма степен отхвърлиха решенията на Халкидонския съвет (451 г.), които интерпретираха христологическото положение на сирийците, както и това на много други азиатски и африкански църкви като монофизитска ерес. Опитите за обединение с Рим бяха направени без успех през 1237 и 1247 г. С установяването на капуцините и йезуитите в Алепо през 1626 г. обаче последваха превръщания в католицизъм и Андрей Ахиджан, сирийски католически свещеник, беше избран за епископ на Алепо (1656 г.) и след това патриарх на всички сирийци (1662 г.). Заради враждебните отношения с християните, които не са халцедонски, обаче, последователна приемственост на католическите епископи е установена едва през 1782 г., т.е.с избирането на Майкъл Джарве за епископ на Алепо. Патриарсите пребивавали последователно в Дейр ал Зафаран, Шарфе, Алепо, Мардин (в Турция) и накрая Бейрут. В Ливан, Турция, Йордания и Египет има пет патриархални викариати или екзархии, пет архиепархии (Алепо, Багдад, Дамаск, Хомс и Мосул) и една епархия (Хасакех). Католическите сирийци спазват литургията на Свети Яков в Сирия, въпреки че определени четения са на арабски език, езикът, на който говорят верните. Джеймс в Сирия, въпреки че определени четения са на арабски език, езикът, който говорят верните. Джеймс в Сирия, въпреки че определени четения са на арабски език, езикът, който говорят верните.